# Anserini
Anserini — триба підродини гусині родини качкові з ряду гусеподібні (Anseriformes). Всі представники даної триби - доволі великі птахи, особливо лебеді та подібні до лебедів коскороби. Існують різні трактування щодо складу цієї триби, але частіше до неї відносять 4 роди - лебідь, казарка, гуска та коскороба.
Містить наступні роди: 
- Лебідь (Cygnus)
- Казарка (Branta)
- Гуска (Anser)
- Коскороба (Coscoroba)